# Valle Crispín
Valle Crispín es un caserío del macizo de Anaga perteneciente administrativamente al barrio de María Jiménez del municipio de Santa Cruz de Tenerife, en la isla de Tenerife —Canarias, España—. 
Junto con las poblaciones de Valle Brosque y Valle Grande forma la zona conocida como Los Valles.

## Geografía
Se encuentra situado en el valle homónimo, en la cuenca superior del Valle del Bufadero, a unos nueve kilómetros del casco urbano de Santa Cruz de Tenerife y a una altitud media de 300 m s. n. m.
Toda su superficie se incluye en el espacio natural protegido del Parque Rural de Anaga, estando considerado como uno de sus asentamientos rurales.

## Demografía
| Año        | 2000 | 2001 | 2002 | 2003 | 2004 | 2005 | 2006 | 2007 | 2008 | 2009 | 2010 | 2011 | 2012 | 2013 | 2014 |
| ---------- | ---- | ---- | ---- | ---- | ---- | ---- | ---- | ---- | ---- | ---- | ---- | ---- | ---- | ---- | ---- |
| Habitantes | 86   | 87   | 83   | 84   | 80   | 79   | 80   | 63   | 69   | 63   | 62   | 64   | 58   | 66   | 65   |

## Comunicaciones
A la localidad se accede desde María Jiménez.

### Transporte público
En guagua —autobús— queda conectado mediante la siguiente línea de TITSA: 
| Línea | Trayecto                | Recorrido     |
| ----- | ----------------------- | ------------- |
| 916   | Santa Cruz - Los Valles | Horario/Línea |